# جاك أبراموف
جاك ابراموف (بالإنجليزية: Jack Abramoff)‏ (و. 1959 – م)، منتج أفلام، ومحامي من الولايات المتحدة الأمريكية ولد في اتلانتيك سيتي. عضو في الحزب الجمهوري .

## روابط خارجية
- جاك أبراموف على موقع IMDb (الإنجليزية)
- جاك أبراموف على موقع إن إن دي بي (الإنجليزية)
- جاك أبراموف على موقع قاعدة بيانات الفيلم (الإنجليزية)